# Heinrich Moritz Gaede
Heinrich Moritz Gaede (Kiel, 26 marzo 1795 – Kiel, gennaio 1834) è stato un entomologo e naturalista tedesco.

## Biografia
Heinrich Gaede fu professore a Liegi e nella stessa Università di Liegi.

## Opere
- "Beitrage zur Anatomie und Physiologie der Medusen, nebst einem Versuch einer Einleitung ueber das, was den altern Natursorschern in Hinsicht dieser Thiere bekannt war".  (1816).
- "Beytrage zur Anatomie der Insekten". J. F. Hammerich. Altona, (1815).

## Fonti
- Tuxen, S. L.  Entomology Systematizes and describes 1700-1815. In Smith, R. F. , Mittler, T. E. & Smith, Ed. History of Entomology.  Annual Reviews. Palo Alto,  1973.